# Timothy Costelloe
Timothy Costelloe (ur. 3 lutego 1954 w Melbourne) – australijski duchowny rzymskokatolicki, salezjanin, w latach 2007–2012 biskup pomocniczy Melbourne, od 2012 arcybiskup metropolita Perth. 

## Życiorys
8 września 1985 złożył śluby zakonne w zakonie salezjanów. 15 października 1986 otrzymał święcenia kapłańskie. Po święceniach i studiach specjalistycznych w Rzymie został wykładowcą w Catholic Theological College w Melbourne. W 1996 został proboszczem zakonnej parafii w Perth. W 1998 uczestniczył w obradach Synodu Biskupów dotyczących Oceanii jako doradca arcybiskupa Perth. Rok później został mianowany rektorem salezjańskiego kolegium w Melbourne.
30 kwietnia 2007 papież Benedykt XVI mianował go biskupem pomocniczym Melbourne ze stolicą tytularną Cluain Iraird. Sakry udzielił mu 15 czerwca 2007 Denis Hart, arcybiskup metropolita Melbourne.
20 lutego 2012 został mianowany arcybiskupem metropolitą Perth. Ingres odbył się 21 marca 2012.
30 czerwca 2023 papież Franciszek mianował go administratorem apostolskim sede vacante diecezji Bunbury.